# Tour Noir
La Tour Noir (3.836 metres) és un cim del massís del Mont Blanc als Alps a la frontera entre els estats suís (Valais) i francès (Alta Savoia).
El pic es troba entre l'Agulla d'Argentière i el Mont Dolent. El seu coll principal és el Col du Tour Noir (3,534 m). Té vistes a la glacera del mateix nom, al seu vessant sud-oest, a la glacera Améthystes a la seva vessant nord-oest, i a la Glacera de l'A Neuve a l'est.